# 烏盧格別克·拉希托夫
烏盧格別克·拉希托夫（Ulugbek Rashitov，2002年3月23日—）是一名烏茲別克跆拳道選手。他在中國武漢舉行的2019年世界軍人運動會上獲得男子58公斤級金牌。2019年，他還獲得了亞洲青少年跆拳道錦標賽男子55公斤級金牌。2018年，他在阿根廷布宜諾斯艾利斯舉行的2018年夏季青年奧運會的男子跆拳道48公斤級項目中獲得銀牌。2021年，他代表烏茲別克參加了在日本東京舉行的2020年夏季奧運會，在決賽中擊敗了英國的布拉德利·辛登贏得了金牌。並於2024年，再次代表烏茲別克參加了在法國巴黎舉行的2024年夏季奧運會，在決賽中擊敗了約旦的扎伊德·阿卜杜勒·卡里姆再次贏得金牌